# .gi
.gi és el domini de primer nivell territorial (ccTLD) de Gibraltar.

## Noms de domini de segon nivell
- .com.gi
- .ltd.gi
- .gov.gi
- .mod.gi
- .edu.gi
- .org.gi

## Ús del domini .gi a Catalunya
A causa de la coincidència en l'abreviatura, s'ha utilitzat en alguns dominis de Girona Aquest ús va començar abans de la creació del domini .cat per les reticències de molts catalans d'utilitzar el domini territorial .es. Més endavant, s'han establert regles per evitar nous registres de segon nivell per part d'entitats que no estiguin relacionades amb Gibraltar.